# Video Shader
Video Shader es una característica de la tarjeta gráfica que ATI anuncia en sus tarjetas R300 y R400. La tarjeta R500 se anuncia con Video Shader HD. Video shader es una característica que describe el proceso de ATI de usar Pixel Shaders para mejorar la calidad de la reproducción de video. También se puede usar para realizar un procesamiento posterior, como agregar un grano de película o agregar otros efectos especiales.
Una característica de Video Shader es ATI Full Stream. Full Stream detecta los bordes de los bloques de compresión de video y utiliza un filtro basado en un sombreador de píxeles para suavizar la imagen que oculta los bloques. Otro es Video Soap, que reduce el ruido del video.
Otras características son la compatibilidad con DXVA para compensación de movimiento de hardware, iDCT, DCT y conversión de espacio de color. También se incluye soporte para compensación de movimiento de hardware, iDCT, DCT y conversión de espacio de color.
Video Shader ha sido reemplazado por Unified Video Decoder (UVD) y Video Coding Engine (VCE).